# Convento de San Acacio
El Convento de San Acacio fue un establecimiento religioso fundado en el siglo XVI a extramuros de Sevilla, Andalucía, España y regido por los agustinos. En el siglo XVII se trasladó al centro de la ciudad. Albergaba un colegio. Fue exclaustrado a comienzos del siglo XIX. Desde 1951 el edificio, reformado, es sede del Real Círculo de Labradores.

## Historia
Esta orden instaló un monasterio extramuros de la ciudad siglo XIII, la Casa Grande de San Agustín. En el siglo XVI proyectó la realización de un colegio. El lugar elegido para fundarlo fue Castilleja de la Cuesta. No obstante, la falta de medios económicos hizo que abandonasen este proyecto.
En 1593 Leonor de Virués, viuda de Gaspar Ruiz de Montoya (caballero veinticuatro de la ciudad), donó a la orden el legado de su esposo, unas casas con jardín y huerta a las afueras de la ciudad, cerca de la Cruz del Campo. Ese año fundaron en ese lugar el Colegio de San Acacio. Leonor de Virués se reservó una capilla funeraria familiar en la iglesia del colegio conventual. La iglesia fue terminada en 1601. El primer rector del colegio fue fray Agustín Vallejo.
En 1633 este colegio se trasladó a unas casas alquiladas a Luis de Tapia y Paredes intramuros, frente al Convento de Santa Paula, de monjas jerónimas. La orden vendió el inmueble de la Cruz del Campo al genovés Lelio Levanto. En 1642 se fundó en este lugar el Convento de Santa Teresa de Jesús, de las carmelitas descalzas.
En 1634 compraron unas casas a Francisco Pérez de Meñacas, en la calle Sierpes, instalándose en ese lugar definitivamente. La construcción del centro fue costeada por Melchor de León Garavito, familiar de Leonor de Virués. Las obras concluyeron en 1660.
En 1680 se trasladó a la iglesia de este convento la Hermandad del Santísimo Cristo de la Expiración y María Santísima del Rosario (fundada en 1670 en la casa grande de San Francisco).
Entre 1697 y 1703 residió en este convento la Cofradía del Santo Cristo del Gran Poder y la Santísima Virgen del Traspaso.
Desde 1728 partía de este convento una procesión masculina de rezo del rosario en las primeras horas de la noche en honor a la Virgen del Buen Aire. A esta procesión se agregaron las mujeres en 1758.
Con la invasión francesa de la ciudad en 1810 el convento fue exclaustrado y se situó en él la Oficina de Crédito Público hasta la expulsión de los mismos en 1812. 
La biblioteca pública, fundada en 1749, siguió con un fraile bibliotecario, aunque sin apenas recursos económicos. Fue clausurada en la desamortización, en 1835.

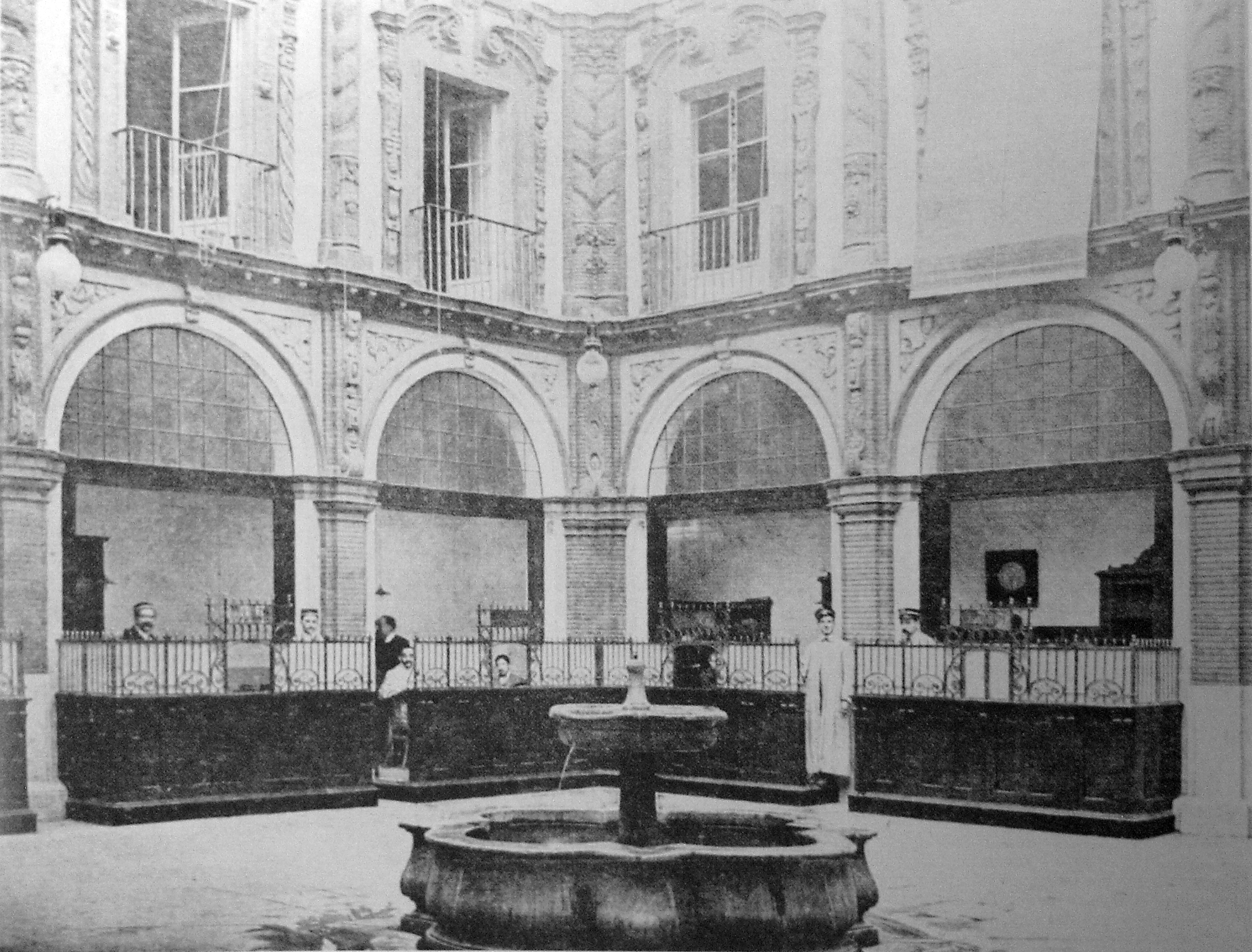
La oficina de Correos entre 1850 y 1930.

En 1813 la regencia puso en el colegio conventual la Escuela de Tres Nobles Artes, para que fuera centro de enseñanza artística. Una parte del inmueble fuese usada como archivo de la Hacienda Pública. Aunque los agustinos reclamaron su colegio en 1819 y 1825, llegándose a unos acuerdos que permitieron mantener abierta la escuela. A partir de 1850 el edificio fue usado como sede de la oficina de Correos y Telégrafos, hasta que se trasladó a su edificio de la avenida de la Constitución, realizado en 1930. En la década de 1860 la parte central del edificio y su patio fueron restaurados y otras partes fueron derribadas. El proyecto fue realizado por el arquitecto provincial Balbino Marrón y Ranero. Desde 1951 es sede del Real Círculo de Labradores.
En 1836 los siguientes cuadros pasaron a la casa consistorial de Sevilla:
- Retrato de Juan Martínez Montañés. Francisco Varela, 1646.
- Retrato del cardenal Gaspar de Molina. Anónimo, mediados del siglo XVIII.
- Retrato de Diego Ortiz de Zúñiga. Anónimo, hacia 1751.
- Retrato de Bartolomé Esteban Murillo. Anónimo, mediados del siglo XVIII.
- Retrato de Nicolás Antonio. Anónimo, último tercio del siglo XVIII.

Del antiguo convento se conservan parte de la fachada principal y el patio barroco de planta cuadrada que cuenta con cuatro arcos de medio punto en cada uno de sus lados. El patio fue realizado por Leonardo de Figueroa en torno a 1690.

## Biblioteca pública
El agustino Gaspar de Molina y Oviedo estudió en este colegio. Llegó a ser nombrado regente de estudios del mismo, general de la orden, obispo y cardenal. Falleció en 1744. Legó todos sus libros a este colegio para que abriese una biblioteca pública, de la que carecía Sevilla. El cabildo de la ciudad pagó el transporte de los libros desde Málaga y la construcción de la misma en el colegio. Se abrió al público en 1749. El primer bibliotecario fue Juan del Pino, siendo rector Juan de Yepes. Los fondos de esta biblioteca fueron aumentando a lo largo del siglo XVIII con la compra de volúmenes y donaciones.
En 1775 el conde del Águila fue nombrado comisionado del Ayuntamiento para la biblioteca. Este realizó unas obras de ampliación de la misma, que fueron llevadas a cabo por el maestro mayor del Alcázar, Ignacio Moreno, y el maestro de obras de carpintería Manuel Nicolás Vázquez.
Cuando se produjo la invasión francesa de la ciudad en 1810 el bibliotecario fray José Govea y el ayuntamiento evitaron su saqueo. El colegio fue cerrado y la biblioteca siguió funcionando con un fraile bibliotecario, aunque sin apenas recursos económicos. La desamortización de 1835 puso fin a la misma. En 1878, por acuerdo del ayuntamiento, los fondos que quedaban fueron donados a la Universidad de Sevilla.